# La Fabrique de l'histoire
La Fabrique de l'histoire est une émission radiophonique historique et historiographique sur les usages politiques et sociaux du passé. Elle est diffusée quotidiennement sur France Culture entre 1999 et 2019, présentée par Emmanuel Laurentin, et remplacée le 26 août 2019 par une nouvelle émission intitulée Le Cours de l'histoire, animée par Xavier Mauduit dans la même tranche horaire.

## L’émission
Le titre de l’émission est tirée de La Fabrique des héros.[réf. nécessaire]
L’émission s’articule autour de témoignages, documentaires, archives sonores, analyses et débats, explorant chaque semaine un thème en allant du particulier au général, du récit d’un seul au décorticage des historiens.
Elle est attentive aux nouveaux courants historiographiques et aux débats qui traversent le milieu des chercheurs en sciences humaines. Pendant plusieurs années elle connaîtra différents formats avant d’être quotidienne en septembre 2004. 
Elle est d’abord conçue sur une durée de deux heures et demie et inclut dans les premiers temps le Salon noir, émission d’archéologie de Vincent Charpentier. Programmée de 9 h 5 à 10 h, La Fabrique de l’histoire présente, du lundi au jeudi, un thème historique en quatre volets (grand témoin le lundi, documentaire le mardi, archives ou lieux de mémoire le mercredi, débat d’historiens le jeudi) et le vendredi, l’actualité de la semaine vue par des historiens. Chaque émission peut être réécoutée pendant mille jours. Le premier vendredi de chaque mois, les historiens Arlette Farge, Pascal Ory et Fabrice d’Almeida commentent des fictions historiques (romans, bandes dessinées, films, pièces de théâtre). Les autres vendredis, les productrices de La Fabrique rendent compte, sous forme de chroniques, de différentes façons de transmettre l’histoire (revues, magazines grand public, documentaires historiques, émissions de télévision, histoire des lois, livres pour enfants…). 
Chaque vendredi, depuis 2009, un historien rédige une chronique sur un thème (2009–2010, « À quoi sert l’histoire aujourd'hui ? » ; 2010–2011, « L’inconnu des archives » ; 2011-2012, « Et la France dans tout ça ? »).
Durant plusieurs années, une fois par trimestre, La Fabrique de l’histoire conçoit une série de quatre ou cinq documentaires sur un thème historique : « Sur les chemins du pacifisme à la française » par Aurélie Luneau et Christine Robert ; « Les Femmes politiques en France » par Séverine Liatard et Véronik Lamendour ; « Les Années Actuel » par Anaïs Kien, Perrine Kervran et Pascale Rayet ; « Radio 68 » par Amélie Meffre, Emmanuel Laurentin et Renaud Dalmar ; « Parti socialiste : une histoire de congrès » par Séverine Liatard et Marie-Christine Clauzet. 
À l’occasion de l’investiture de Barack Obama, la Fabrique produit une série de reportages sur les lieux de mémoire de quatre présidents (Thomas Jefferson à Charlottesville, Abraham Lincoln à Gettysburg, Theodore Roosevelt à Pine Knot et Franklin Delano Roosevelt à Hyde Park (New York)).
Au printemps 2008, une série documentaire donne lieu à un livre de Séverine Liatard, Les Femmes politiques en France de 1945 à nos jours aux éd. Complexe.
En octobre 2010, un livre rassemblant les chroniques du vendredi, écrites par des historiens, À quoi sert l’histoire aujourd'hui ? est publié aux  éd. Bayard. En 2012, une nouvelle collection « La Fabrique de l’histoire » naît chez Bayard/France Culture. Sous la direction d’Emmanuel Laurentin, La France et ses paysans, sur la France rurale au XXe siècle.
La musique du générique de l'émission est tiré du morceau Lorenzo in Sicilia interprété par la fanfare Banda Ionica, extrait de l'album Matri mia.
La fin de l'émission est annoncée en juin 2019, après 20 ans de diffusion. Une nouvelle émission, Le Cours de l'Histoire, est annoncée sur l'ancien créneau horaire de La Fabrique. Elle est présentée par les historiens Xavier Mauduit et Anaïs Kien, laquelle travaillait déjà pour l'ancienne émission.

## L’équipe deLa Fabrique

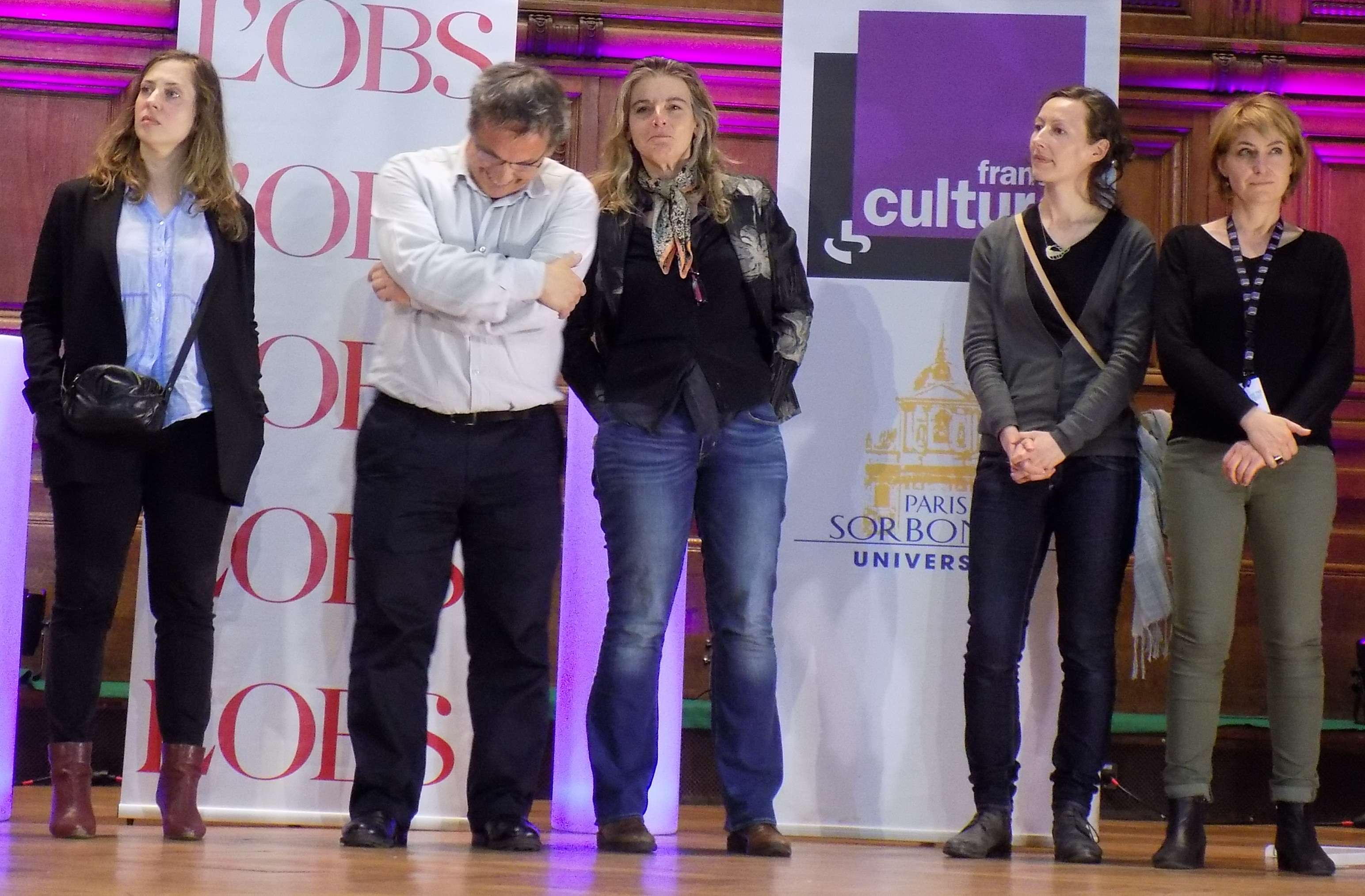
Une partie de l’équipe de La Fabrique de l'histoire le 25 avril 2015.

- Emmanuel Laurentin, producteur, présentateur ;
- Séverine Liatard, historienne, fait partie de l'équipe de La Fabrique de l’histoire depuis l’origine. Elle a soutenu une thèse d’histoire sur l’itinéraire intellectuel de Colette Audry, petite nièce de Gaston Doumergue[5];
- Perrine Kervran, historienne, fait partie de l’équipe de La Fabrique de l’histoire depuis l’origine. Elle réalise des documentaires pour France Culture depuis 1998 ;
- Anaïs Kien, historienne, spécialiste du mouvement des radios libres en France, intègre l’équipe comme documentariste en 2006 ;
- Victor Macé de Lepinay ;
- Amélie Meffre.

## Prix et récompenses
Les documentaires de La Fabrique de l’histoire ont obtenu plusieurs prix internationaux de radio :
- prix franco-allemand du journalisme, 2004 pour « Lecture de façade à Berlin » et en 2006 pour « Rudi Dutschke » ;
- prix Ondas 2005 pour « La Nouvelle cuisine ou comment cuisiner après Mai 68 » ;
- prix New-York 2004 pour « Tu accoucheras sans douleur ».

## Critiques
En novembre 2013, Le Figaro note : « Emmanuel Laurentin parle du Liban, de la Grande Guerre et du vin sans jamais manquer de rappeler à quel point l'histoire évolue au fil des générations et est en phase avec l'actualité. De cette plongée en apnée, on ressort revigoré ».